# Калинина, Нина Ильинична
Нина Ильинична Калинина (13 августа 1923 — 5 ноября 2017) — свинарка колхоза «Дружба» Ливенского района Орловской области РФ, Герой Социалистического Труда. Участвовала в выведении новой мясо-сальной Ливенской породы свиней.

## Биография
Родилась в 1923 году в селе Калинино Ливенского района в многодетной семье. После окончания начальной школы начался её трудовой путь в сельском хозяйстве. После освобождения Ливенского района от немецко-фашистских захватчиков стала работать на свиноферме под руководством лауреата Сталинской премии Н. Н. Коровецкой над разведением новой породы свиней. С 1954 по 1956 год ежегодно в составе группы участников выведения новой породы Нина Ильинична принимала участие во Всесоюзной сельскохозяйственной выставке и стала обладателем 6 медалей. 22 марта 1966 года за высокие показатели в труде указом Президиума Верховного Совета СССР удостоена звания Героя Социалистического Труда с вручением ордена Ленина и золотой медали «Серп и молот». Администрацией района ей была выделена квартира в Ливнах, но она по-прежнему предпочитала жить в родном селе Калинино. Постановлением Ливенского районного Совета народных депутатов 23 мая 2008 года Н. И. Калининой было присвоено звание «Почётный гражданин Ливенского района».
Умерла 5 ноября 2017 года.

## Награды и звания
- Герой Социалистического Труда
- Орден Ленина
- Медали
- Почётный гражданин Ливенского района
- Юбилейный знак «70 лет Орловской области»